# Пискунов, Геннадий Захарович
Геннадий Захарович Пискунов (род. 2 октября 1937 года, с. Рождественка, Медвенский район, Курская область, СССР) — советский и российский оториноларинголог, член-корреспондент РАМН (2004), член-корреспондент РАН (2014).

## Биография
Родился 2 октября 1937 года в селе Рождественка Медвенского района Курской области.
В 1960 году — окончил Курский медицинский институт по специальности лечебное дело, после чего по распределению был направлен работать на север Камчатки, поселок Оссора (Корякский национальный округ), где с 1960 по 1970 годы работал в Оссорской районной больнице Камчатской области заместителем главного врача по лечебной помощи и оториноларингологом
С 1963 по 1965 годы — учёба в клинической ординатуре на базе ЛОР кафедры 2-го Московского медицинского института имени Н. И. Пирогова (научный руководитель — академик Б. С. Преображенский).
В 1972 году — защитил кандидатскую диссертацию, тема: «Распространенность болезней уха, горла и носа в условиях Севера и пути совершенствования организации оториноларингологической помощи».
С 1973 по 1985 годы — старший научный сотрудник Московского НИИ уха, горла и носа.
С 1978 по 1980 годы — работал в Правительственной госпитале Лаоса (Вьентьян).
В 1985 году — защитил докторскую диссертацию, тема: «Клиника, диагностика и щадящие методы лечения хронического этмоидита».
С 1985 по 1996 годы — заведующий ЛОР отделением Центральной клинической больницы, был назначен главным оториноларингологом Четвёртого главного управления МЗ СССР.
С 1996 года — заведующий курсом оториноларингологии при кафедре хирургии ЦНИЛ, в последующем курс был трансформирован в самостоятельную кафедру оториноларингологии Учебно-научного центра УД Президента РФ.
С 2001 по 2013 годы, по совместительству, на 0,5 ставки — заведующий кафедрой оториноларингологии Российской медицинской академии последипломного образования (РМАПО).
В 2004 году — избран членом-корреспондентом РАМН.
С 2013 года по настоящее время — профессор кафедры оториноларингологии РМАПО.
В 2014 году — стал членом-корреспондентом РАН (в рамках присоединения РАМН и РАСХН к РАН).

## Научная деятельность
Специалист в области ринологии.
Основное направление научной деятельности — изучение физиологии и патофизиологии слизистой оболочки верхних дыхательных путей; взаимосвязь структуры и функции верхних дыхательных путей в развитии заболеваний; разработка методов хирургического и медикаментозного лечения, направленных на сохранение и восстановление функций верхних дыхательных путей, использование новых технологий, разработка и использование новых методов обучения и подготовки специалистов.
Впервые в хирургической практике внедрил функциональные эндоскопические методы лечения.
Инициатор создания Российского общества ринологов в 1992 году; был его первым Председателем, избирался на два срока Президентом общества.
Учредитель журнала «Российская ринология» (1993), главный редактор.
Под его руководством защищено 6 докторских и 20 кандидатских диссертаций.
Автор 372 работ, 19 монографий.
Ведет интенсивную клиническую деятельность, выполняя ежедневно от двух и более операций, постоянно консультирует больных в различных учреждениях Москвы.
С 1972 года по 1992 год член редколлегии, а затем научный редактор ХШ раздела Медицинского реферативного журнала «Оториноларингология».

## Награды
- Орден Дружбы (2000)[2]
- Медаль «В ознаменование 100-летия со дня рождения Владимира Ильича Ленина» (1970)
- Заслуженный врач Российской Федерации (28 октября 1994) — за заслуги в области здравоохранения и достигнутые успехи в лечебно-профилактической работе[3]
- Заслуженный деятель науки Российской Федерации (2009)[4]
- Медаль «В память 850-летия Москвы» (1997)
- Благодарность Президента Российской Федерации (1997)[5]
- Благодарность Государственной Думы Российской Федерации (2010)
- Знак отличия «Гражданская доблесть» в честь Дня Республики Саха (Якутия)
- Медаль «30 лет борьбы за национальное освобождение» Правительства Лаосской народно-демократической республики (1980)